# Сезон бджіл
«Сезон бджіл» — драматична стрічка 2005 року, у якій знялися Річард Гір, Жульєт Бінош, Флора Кросс.

## Сюжет
Дружина Сола — набожного юдея, прийняла віру чоловіка перед весіллям. Дітей вони також виховували за юдейськими канонами. Головний герой написав дисертацію по кабалі. Це вчення допомагає доньці перемогти в конкурсі «Spelling Bee». Дружина потайки все її сімейне життя намагається реалізувати поняття «тіккун олам» — зцілення світу. В дитинстві вона пережила автомобільну катастрофу, що залишила глибокий слід в її пам'яті.
Аарон виріс з сумнівами в вірі, тому приєднався до Руху Харе Крішна, коли познайомився з дівчиною Шалі. Еліза старанно готується до національного конкурсу. У цьому їй допомагає батько та кабала. Донька стає для Сола релігійним проектом. Еліза навіть починає бачити образи, які допомагають їй правильно вимовляти слова. Головний герой вважає це даром і одержимий цим на стільки, що не помічає як руйнується його родина.
Перед фінальним виступом Еліза використовує вчення кабали та досягає містичного зв'язку з Богом. Тепер вона має дар зцілення. Хоча вона програє у конкурсі, Еліза допомагає оздоровити родину.

## У ролях
| Актор         | Роль   |
| ------------- | ------ |
| Річард Гір    | Сол    |
| Жульєт Бінош  | Міріам |
| Флора Кросс   | Еліза  |
| Макс Мінгелла | Аарон  |
| Кейт Босворт  | Шалі   |

## Створення фільму

### Виробництво
Зйомки фільму проходили в Каліфорнії, США.

### Знімальна група
- Кінорежисери — Скот Мак-Гі, Девід Сігел
- Сценарист — Наомі Фонер Джилленгол
- Кінопродюсери — Альберт Бергер, Рон Єркса
- Композитор — Пітер Нашел
- Кінооператор — Джайлс Наттгенс
- Кіномонтаж — Лорен Цукермен
- Художник-постановник — Келлі Мак-Гі
- Артдиректор — Майкд І. Голдмен
- Художник-декоратор — Крісс Бокселл
- Художник по костюмах — Мері Малін
- Підбір акторів — Робін Герленд, Мінді Марін[2].

## Сприйняття

### Критика
Фільм отримав змішані відгуки. На сайті Rotten Tomatoes оцінка стрічки становить 42 % на основі 106 відгуків від критиків (середня оцінка 5,5/10) і 35 % від глядачів із середньою оцінкою 2,8/5 (12 437 голосів). Фільму зарахований «гнилий помідор» від кінокритиків та «розсипаний попкорн» від глядачів, Internet Movie Database — 5,5/10 (6 229 голосів), Metacritic — 54/100 (32 відгуки від критиків) і 5,3/10 (20 відгуків від глядачів).

### Номінації та нагороди
| Нагороди та номінації фільму «Сезон бджіл» | Нагороди та номінації фільму «Сезон бджіл» | Нагороди та номінації фільму «Сезон бджіл» | Нагороди та номінації фільму «Сезон бджіл» | Нагороди та номінації фільму «Сезон бджіл» | Нагороди та номінації фільму «Сезон бджіл» |
| Рік                                        | Кінофестиваль/кінопремія                   | Категорія/нагорода                         | Номінант                                   | Результат                                  |                                            |
| ------------------------------------------ | ------------------------------------------ | ------------------------------------------ | ------------------------------------------ | ------------------------------------------ | ------------------------------------------ |
| 2006                                       | «Вибір критиків»                           | Найкраща молода акторка                    | Флора Кросс                                | Номінація                                  |                                            |